# Maxe Baumann: Max in Moritzhagen
Max in Moritzhagen ist der fünfte Schwank der Maxe-Baumann-Reihe aus dem Jahr 1980. Er wurde am 31. Dezember 1980 zum ersten Mal im Deutschen Fernsehfunk ausgestrahlt.

## Handlung
Hertha Baumann hat überraschend von einem entfernten Onkel ein Haus an der Ostsee geerbt. Das hat aber Zeit, denn zunächst bereiten sich die Familie Baumann und Erna Mischke auf einen Besuch der Komischen Oper vor. Ferdinand Mischke verkündet aber, als er einen Vortrag über osteuropäische Urlaubsorte halten will, dass die Vorstellung laut Zeitung ausfällt.
So macht sich Familie Baumann mit Erna und Ferdinand auf nach Moritzhagen, um das Haus zu besichtigen. Das Gebäude erweist sich allerdings als sehr baufällig, das trübt aber nicht die romantische und gute Stimmung der Familie.
Sie wird eher noch besser: Als Max nach Wasser sucht, entdeckt er mit seinem Sohn Horst eine Quelle, dessen Wasser laut Jenö Lakatos, einem Freund aus Ungarn, heilende Kräfte hat.
Beim weiteren Erkunden des Hauses findet man im Keller noch alte ausgereifte alkoholische Spezialitäten und Getränke.
Waltraut wird von Kapitän Jochen Tarnevitz eine Bootsfahrt versprochen, die sie auch bekommt. Dabei wird ihre Fantasie noch mehr angeregt, was man mit dem Haus machen kann und was man noch finden wird.
Erna Mischke wird unterdessen im Gesang von Barnarda Bumke-Bollermann unterrichtet, da sie im Theater auftreten will.
Hertha findet ein Schriftstück, das seltsam und rätselhaft erscheint, und überlegt, was es damit auf sich hat.
Als es allerdings anfängt zu regnen, und sich das Dach als undicht herausstellt, kommen alle wieder zur Realität zurück: Das Haus muss unbedingt weg. Max überlegt sich bereits, wie man das anstellen kann.
Am Ende kommen noch zwei Schüler, die das Wasser aus der (angeblichen) Heilquelle im Rahmen des Chemieunterrichtes untersucht haben und den Baumanns mitteilen, dass es sich dabei um ganz herkömmliches Wasser handelt.
Danach ist man noch gewillter, das Haus loszuwerden.